# Новое сопротивление (организация)
Новое сопротивление (порт. Nova Resistência) — бразильская революционно-националистическая организация с антилиберальной, антикапиталистической и традиционалистской матрицей. Отвергает глобализацию в пользу многополярной системы, выступает против приватизации государственных компаний, экономического доминирования США и Европейского Союза, критикует новые социальные движения, особенно ЛГБТ, заявляет о политическом наследии от националистически-трабальистского движения Жетулиу Варгаса и в значительной степени опирается на евразийство Александра Дугина, особенно в «четвёртой политической теории». Оппоненты часто называют Новое сопротивление ультраправой неофашистской группировкой.

## История и идеология
Новое сопротивление — это революционное националистическое движение, противостоящее сменявшим друг друга правительствам Бразилии в 2010-х годах. NR выступает против приватизации государственных компаний, выступает против экономического господства Соединенных Штатов и Европейского Союза, претендует на националистически-рабочее (трабальистское) политическое наследие Жетулиу Варгаса и сильно вдохновляется мыслью Александра Дугина.
В области экономики NR защищает дистрибутивизм, экономическую теорию, вдохновленную католической социальной доктриной и распространяемую такими авторами, как Честертон и Хилер Беллок (1870—1953), основной идеей которых является защита небольших частных владений, которые должны принадлежать семьям. против концентрации земли.
Они выступают против политических движений, определяемых как флажков под названием «прогрессивный». Сторонники движения часто критикуют, например, так называемое "ЛГБТ-лобби", такие движения, как Black Lives Matter и гендерную идеологию. Однако они также осуждают определённые направления консерватизма, несмотря на то, что являются традиционалистами. В недавнем тексте на веб-сайте движения говорится, например, что «буржуазный консерватизм» был «погруженный в современный декаданс». «Когда мы говорим о „консерватизме“, мы должны спросить себя: что там хранить? Буржуазные представления о семье подрывали то, что, по сути, проповедовало традиции как ядро или лоно семьи. Неолиберализм поглотил жизнь кланов и семей. Мужчины и женщины, чьи естественные функции когда-то были определены, теперь раздавлены серой фауной городов.»
Об этом заявил лидер группы Рафаэль Мачадо.:

В 2015 году национализм и патриотизм в Бразилии были тесно связаны с американистским антикоммунизмом, который нам не нравился.
,

Поскольку мы не были ни коммунистами, ни либералами, ни фашистами, мы видели, что единственной альтернативой было создание собственного движения.

Каждая цивилизация имеет свою идентичность и космовидение, поэтому она должна действовать как автономное геостратегическое пространство, следуя своим принципам, пусть даже желательно в диалоге с другими цивилизациями.
Движение выступает не за Третий, а за Четвертый Путь.
Как и в случае с Европой, NR будет действовать в рамках логики политического синкретизма, смешивая элементы правого социального консерватизма с антиимпериалистическими, синдикалистскими и антикапиталистическими программами, борясь за «миметическую конкуренцию с радикальными левыми движениями» и размывая границы между правым и левым.
Примеры включают использование антиколониального и революционного дискурса для объединения Латинской Америки против возглавляемого США глобализма, оправдание государства как инструмента экономического планирования. Однако они не вписываются в бескорыстие тех, кто говорит, что не хочет себя позиционировать"ни справа, ни слева поскольку они представляют четкое видение того, что они намереваются сделать для общества. Например, они утверждают, что «спасение традиционной духовности» является «основополагающим элементом борьбы с современным и постмодернистским злом». Они называют себя традиционалистами и националистами и выступают против глобализма.
В том же духе движение также будет приветствовать и защищать различные освободительные движения третьего мира, такие как панарабизм баасизма и насеризма, джамахирию Муаммара Каддафи, аргентинский перонизм, боливаризм, ливанскую «Хезболлу» и иранскую революцию.

## Связи с PDT
Поскольку они ссылаются на традицию трабальизма и таких личностей, как Алберту Паскуалини, Дарси Рибейру, Леонел Бризола и Жуан Гуларт (чьим наследником себя считает движение), часть его членов входила в Демократическую рабочую (трабальистскую) партию (PDT), но была обвинена в «энтризме» и исключена из партии.
В мае 2019 года активистка «НР» выступила на «Трабальистском конгрессе» проведенный в Рио-де-Жанейро и организованный профсоюзными лидерами Рио-де-Жанейро, в котором участвовал муниципальный советник Леонел Бризола Нето, теперь член Партии трудящихся.
Во время выборов 2022 года, помимо одобрения определённых позиций и заявлений кандидата в президенты PDT Сиро Гомеша (хотя тот осудил поддерживаемое группировкой российское вторжение против Украины), группа также публично поддержала кандидатуры Робинсона Фаринаццо и бывшего министра обороны Альдо Ребелу, оба выдвиженцы от PDT Сан-Паулу, последний дал интервью Новое сопротивление на своем канале YouTube.

## Рекомендации
1. ↑  Grupo de extrema-direita se infiltra no PDT, que anuncia sua expulsão. Дата обращения: 9 февраля 2023. Архивировано 21 мая 2023 года.
2. ↑  O neofascismo com «cara de esquerda» — Revista Badaró. Дата обращения: 9 февраля 2023. Архивировано 12 апреля 2023 года.
3. ↑  O que é o Nova Resistência e por que ele está sendo associado a Ciro Gomes. Дата обращения: 4 октября 2022. Архивировано 6 октября 2022 года.
4. 1 2 3  Como Dugin influencia ideias do grupo Nova Resistência. Дата обращения: 9 февраля 2023. Архивировано 25 декабря 2022 года.
5. ↑  O nacionalismo no Terceiro Mundo e a ideia de uma Quarta Teoria Política. Дата обращения: 6 сентября 2022. Архивировано 6 февраля 2023 года.
6. ↑  Nova Resistência visita Sheikh iraniano – todo apoio à República Islâmica do Irã! Дата обращения: 6 сентября 2022. Архивировано 7 февраля 2023 года.
7. ↑  O movimento de extrema direita que se aproxima do PDT, de olho em 2026. не указано название статьи. Дата обращения: 4 октября 2022. Архивировано 29 сентября 2022 года.
8. ↑  Aldo Rebelo e a centralidade da Questão Nacional. Nova Resistência. Дата обращения: 4 октября 2022. Архивировано 4 октября 2022 года.